# Jonker Fris

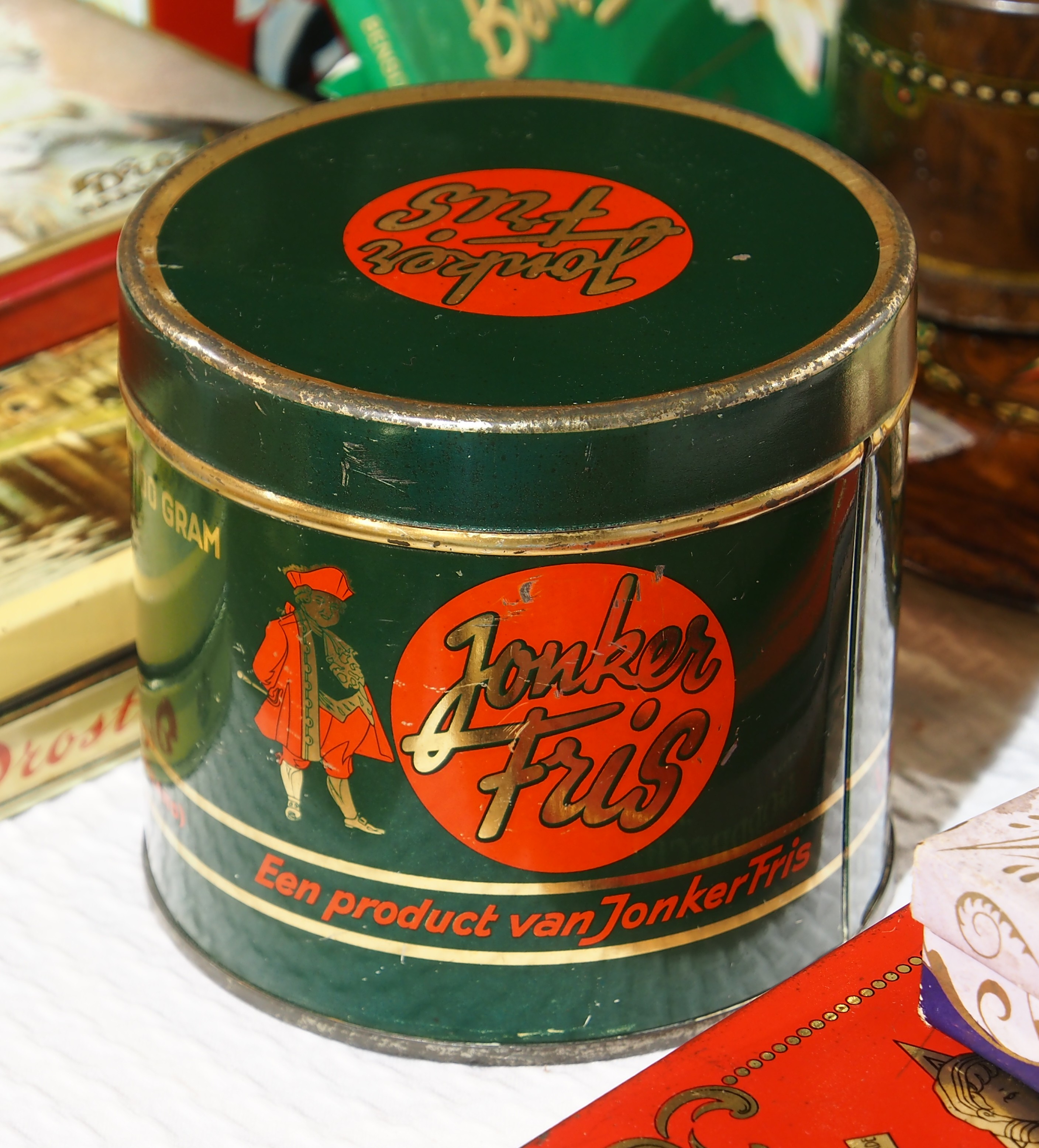
Blik voor Jonker Fris appelstroop

Jonker Fris is de merknaam waaronder de N.V. Heusdensche Conservenfabriek bekend is geworden. De fabriek heeft bestaan van 1910 tot 2008.

## Geschiedenis
Deze fabriek werd in 1910 opgericht te Heusden onder de naam Van Wagenberg Festen. Men begon met soep in blik, gevolgd door spinazie in blik. Sinds 1920 werd ook fruit verwerkt tot fruitpulp en ingeblikt. Later werd de merknaam Jonker Fris ingevoerd en kwamen de producten in de supermarkten te liggen. In 1972 werd Jonker Fris ook de officiële bedrijfsnaam.
Het bedrijf vervaardigde blikgroenten (erwten, wortelen, sperziebonen, spinazie en boerenkool), peulvruchten en appelmoes in blik, fruit in blik (aardbeien, frambozen en bosbessen), en vlaaivulling. Er werkten ongeveer 150 mensen.
In 1962 werd het overgenomen door de Amerikaanse Consolidated Food Corporation, het latere Sara Lee. In 1989 werd het onderdeel van de Suiker Unie  en in 1998 van het Britse Hillsdown ltd, dat in 2002 werd omgedoopt in Premier Foods. Vanaf 2005 ging Jonker Fris samen met het in het nabijgelegen Giessen gevestigde Hak. Was men in 2003 nog optimistisch, in 2007 kwam reeds het bericht dat de Heusdense vestiging zou sluiten en de productie naar Hak zou worden overgebracht. Uiteindelijk sloot het bedrijf in 2008, waarbij 80 werknemers werden overgeplaatst naar Giessen en de overige veertig werden ontslagen. Per jaar werden 100 miljoen stuks conserven geproduceerd.
De merknaam Jonker Fris wordt na 2008 nog wel als fruitmerk voor vlaaivullingen gebruikt.